# Менчушка
Менчушка — река в России, протекает по Татарстану.

## География и гидрология
Менчушка правобережный приток реки Большой Черемшан, устье находится в 147 километрах от устья реки Большой Черемшан. Длина реки — 10 километров. Площадь водосборного бассейна — 41,8 км².

## Данные водного реестра
По данным государственного водного реестра России относится к Нижневолжскому бассейновому округу, водохозяйственный участок реки — Большой Черемшан от истока и до устья. Речной бассейн реки — Волга от верхнего Куйбышевского водохранилища до впадения в Каспий.
Код объекта в государственном водном реестре — 11010000412112100004889.